# PC Mania
PC Mania (произнася се ПиСи мания) е българско списание за компютърни игри, впоследствие специализирало се и за конзолни игри, софтуер, хардуер и интернет.
Създадено е през 1998 г. Според статистиките на вестник „Медия и реклама“ списанието е винаги в топ 10 на най-четените издания и на 1-во място при мъжката аудитория и при тийнейджърите. Към август 2006 г. PC Mania се тиражира в 15 000 броя, с DVD, с обем 92 страници или 86 страници с 2 плаката.
Последният хартиен брой на PC Mania излиза през март 2009 г., след което списанието преминава към изцяло онлайн формат, оставяйки Gameplay като единственото печатно списание за компютърни и конзолни игри на българския пазар.